# Sven Torell
Sven Otto Torell, född den 29 april 1909 i Åmmeberg, Hammars församling, Örebro län, död där den 24 september 1979, var en svensk ingenjör och motorcykelförare. Han var son till Otto Torell.
Torell avlade examen vid Kungliga Tekniska högskolan 1934 och bedrev specialstudier där 1934–1935. Han blev driftsingenjör vid bolaget Vieille Montagne 1935, var disponent  och chef för dess svenska egendomar 1946–1976 samt därefter konsult åt bolagets generaldirektion i Belgien. Torell blev ordförande i Mellansvenska gruvförbundet 1957, i Svenska sprängämnesföreningen 1966, i Bergshandteringens vänner 1967 och i Gruvornas Arbetsgivareförbund 1973. Han blev riddare av Vasaorden 1960 och kommendör av samma orden 1970. 
Torell var under 1930-talet en av Sveriges bästa motorcykelförare i tillförlitlighetstävlingar. Han vann på Husqvarna bland annat Novembertävlingen 1932, Majtävlingen 1933, 1935 och 1936 samt Shellkannan 1935. Torell vilar i sin familjegrav på Brännkyrka kyrkogård.

### Övriga källor
- Dagens Nyheter den 5 juni 1960, sidan 7
- Torell, Sven O i Vem är det 1969
- Dagens Nyheter den 7 juni 1970, sidan 4
- Torell, Sven O i Vem är det 1977